# Programmed Data Processor

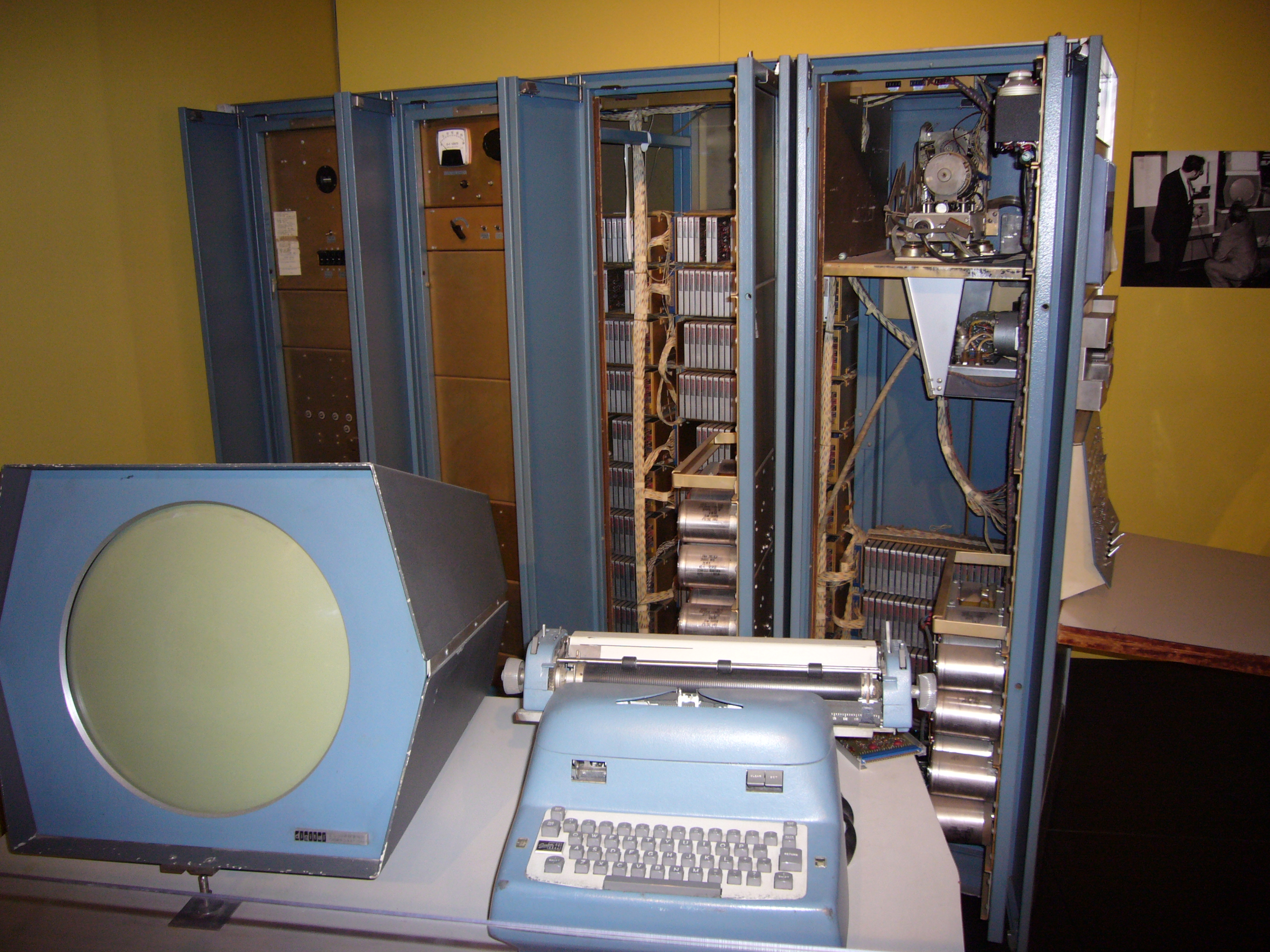
PDP-1, il primo computer della serie

Programmed Data Processor (abbreviato come PDP) è una serie di minicomputer sviluppati dalla Digital Equipment Corporation dal 1957 al 1990. Il termine PDP intenzionalmente non contiene la parola computer dato che in quegli anni i computer erano apparecchiature costose, ingombranti e difficili da usare e gli investitori della DEC (come Georges Doriot) chiesero al management di non utilizzare il termine. La parola minicomputer non era ancora stata inventata. La Digital quindi preferì sviluppare dei sistemi per chi i computer non poteva permetterseli ma che comunque necessitava di eseguire elaborazioni automatiche.
La serie PDP fu una serie molto prolifica e viene normalmente raggruppata in famiglie suddivise in base alla lunghezza della parola elaborata (word). Con l'eccezione del sistema PDP-11 che era a 16 bit gli altri sistemi come il PDP-6 e il PDP-10 mostravano un'architettura elaborata con parole di 36 bit.

## Serie PDP

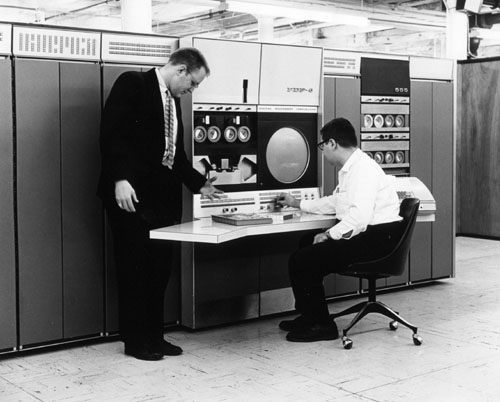
PDP-6

- PDP-1: Il primo PDP, usava parole di 18 bit, aveva un primitivo sistema operativo time-sharing e divenne molto noto tra gli hacker. Spacewar!, uno dei primi videogiochi venne sviluppato su questo sistema.
- PDP-2: Un progetto a 24 bit che non venne realizzato.
- PDP-3: Primo progetto DEC a 36 bit, non entrò in produzione. L'unico PDP-3 venne costruito su misura per un cliente (un'agenzia federale) in sostanza era un sistema PDP-1 con parole di 36 bit.
- PDP-4: Presentato come un sistema più lento ed economico del PDP-1 non fu un successo commerciale. Tutti i successivi progetti a 18 bit si basarono sulla sua architettura.
- PDP-5 :Primo sistema DEC con parole da 12 bit. Introdusse il set di istruzioni utilizzato in seguito dal PDP-8. Al fine di ridurre i costi la locazione 0 della memoria era utilizzata come program counter questo rese il debug dei programmi un incubo dato che la locazione veniva corrotta quasi sempre dall'esecuzione non corretta dei programmi.
- PDP-6: Macchina a 36 bit con sistema operativo time sharing. Dotato di un'architettura elegante, era un sistema che poteva essere considerato un minicomputer "grande" o un piccolo mainframe.

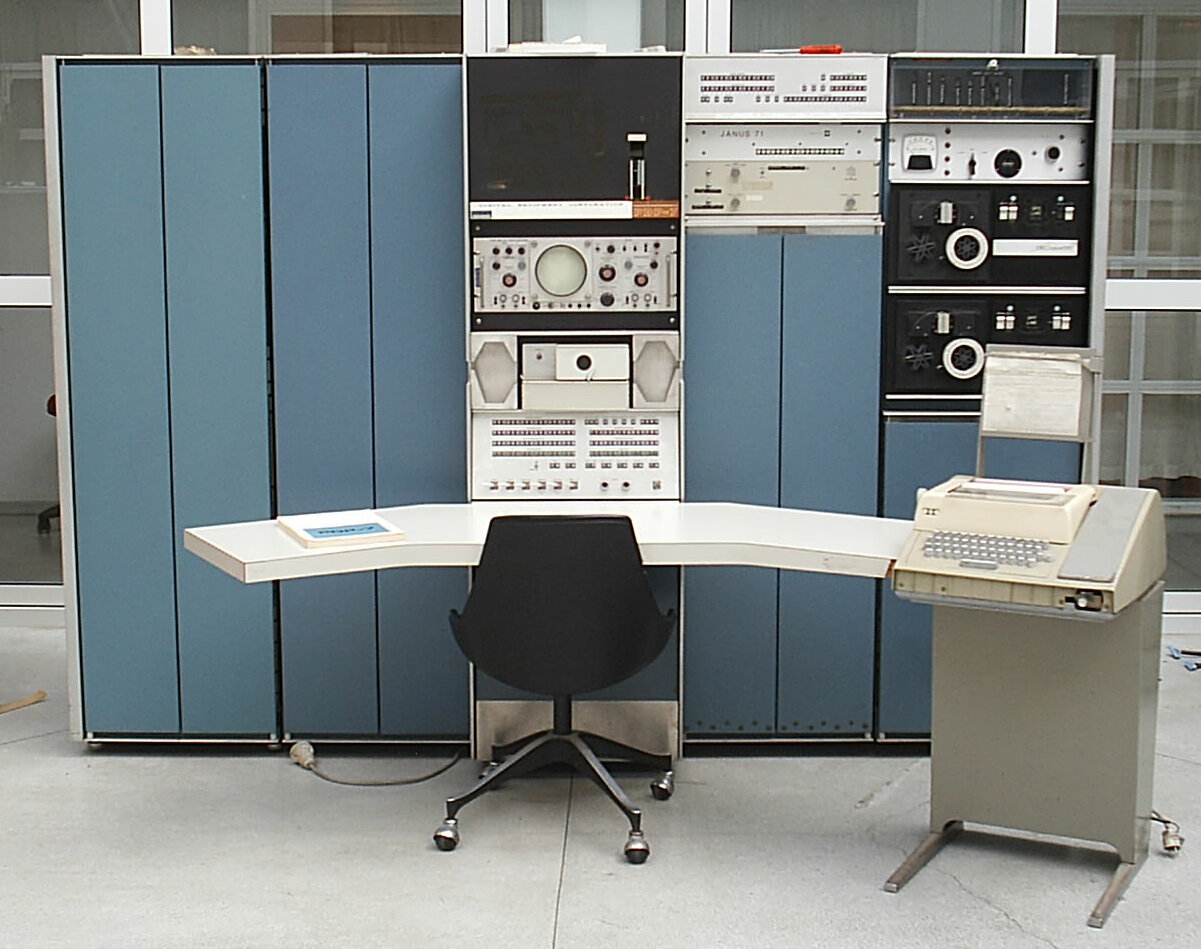
PDP-7

- PDP-7: Rimpiazzo del PDP-4, la prima versione del sistema operativo Unix venne sviluppato nell'assembler di questa macchina.

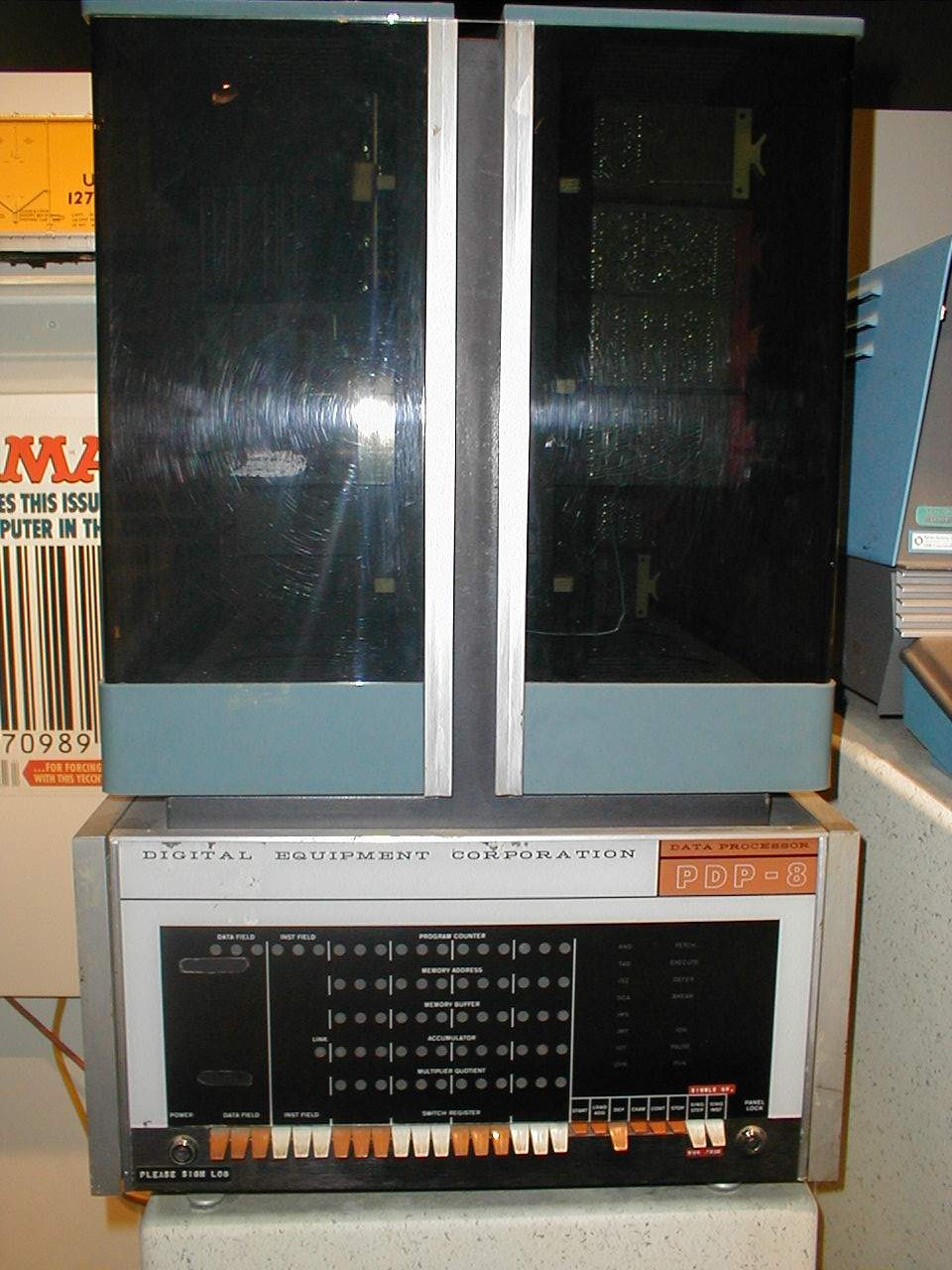
PDP-8

- PDP-8: Macchina a 12 bit con un set di istruzioni ridotte, fu il primo sistema di grande successo della società. Viene considerato il primo computer economico, venne acquisito da scuole, università e centri di ricerca. Gli ultimi sistemi vennero utilizzati del DECmate un sistema di videoscrittura e nella workstation VT-78. Edson e Castro, due progettisti del sistema abbandonarono la società quando il loro progetto per un successore a 16 bit venne bocciato in favore del PDP-11. Questi fondarono la Data General e svilupparono il Data General Nova.
- LINC-8: Un ibrido tra il LINC e un PDP-8 con due set di istruzioni, progenitore del PDP-12.
- PDP-9: Successore del PDP-7 prima macchina DEC con microprogramma.

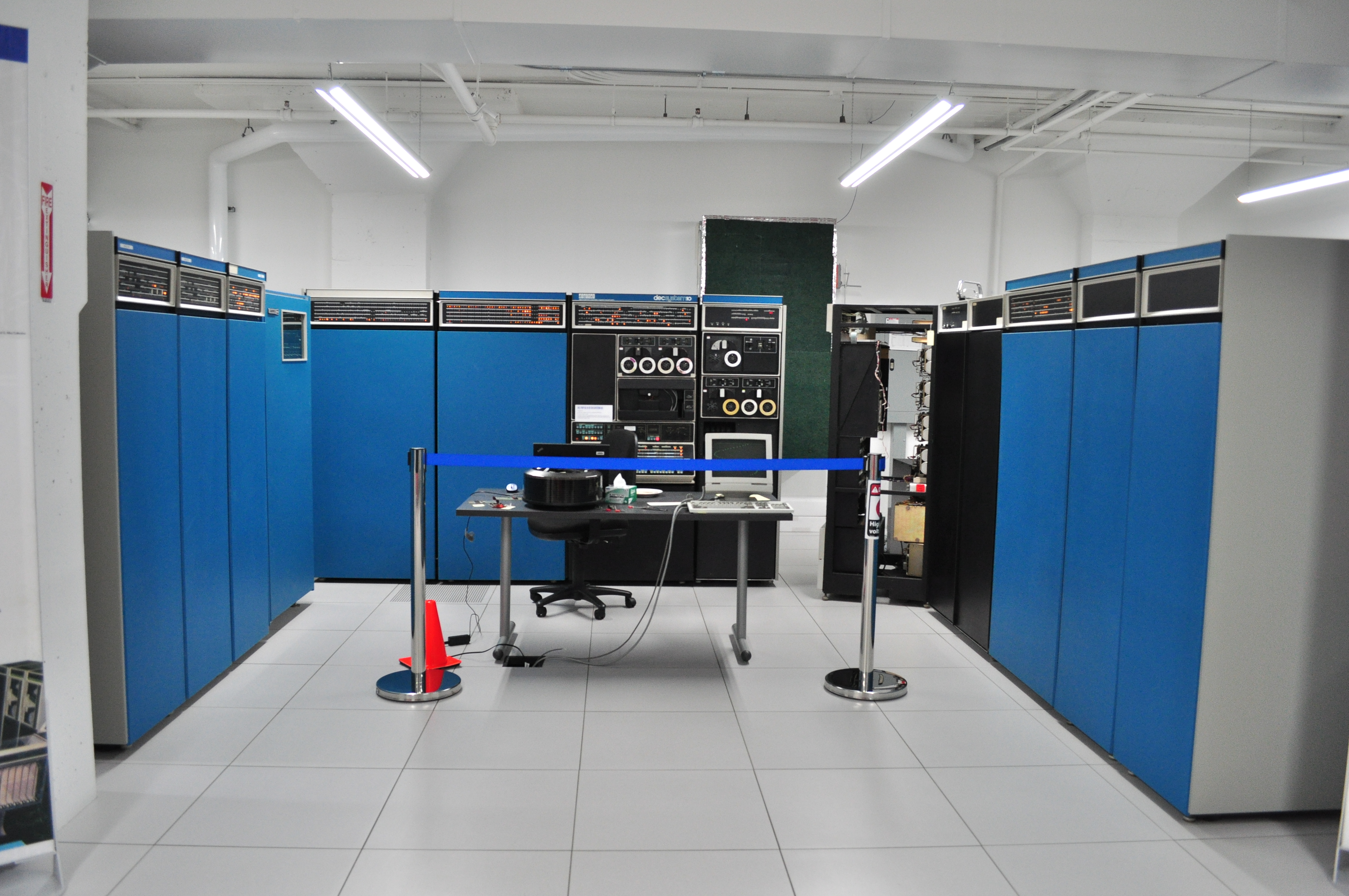
PDP-10

- PDP-10: Macchina a 36 bit con sistema operativo time sharing, venne sviluppato in molte varianti. Il set di istruzioni derivava dal PDP-6.
- PDP-11: L'archetipo del minicomputer, una macchina a 16 bit con uno dei migliori set di istruzioni a 16 bit mai realizzato. I VAX a 32 bit discendono da questa architettura e il set di istruzioni influenzò molte CPU come il Motorola 6800 ed il derivativo 6502, il Renesas H8, il Texas Instruments MSP430. Il set di istruzioni era ortogonale, gestiva un ampio insieme di indirizzamenti e aveva diversi registri generici. La famiglia PDP-11 permase sul mercato per 20 anni nelle sue varie incarnazioni.

- PDP-12: Discendente del LINC-8.

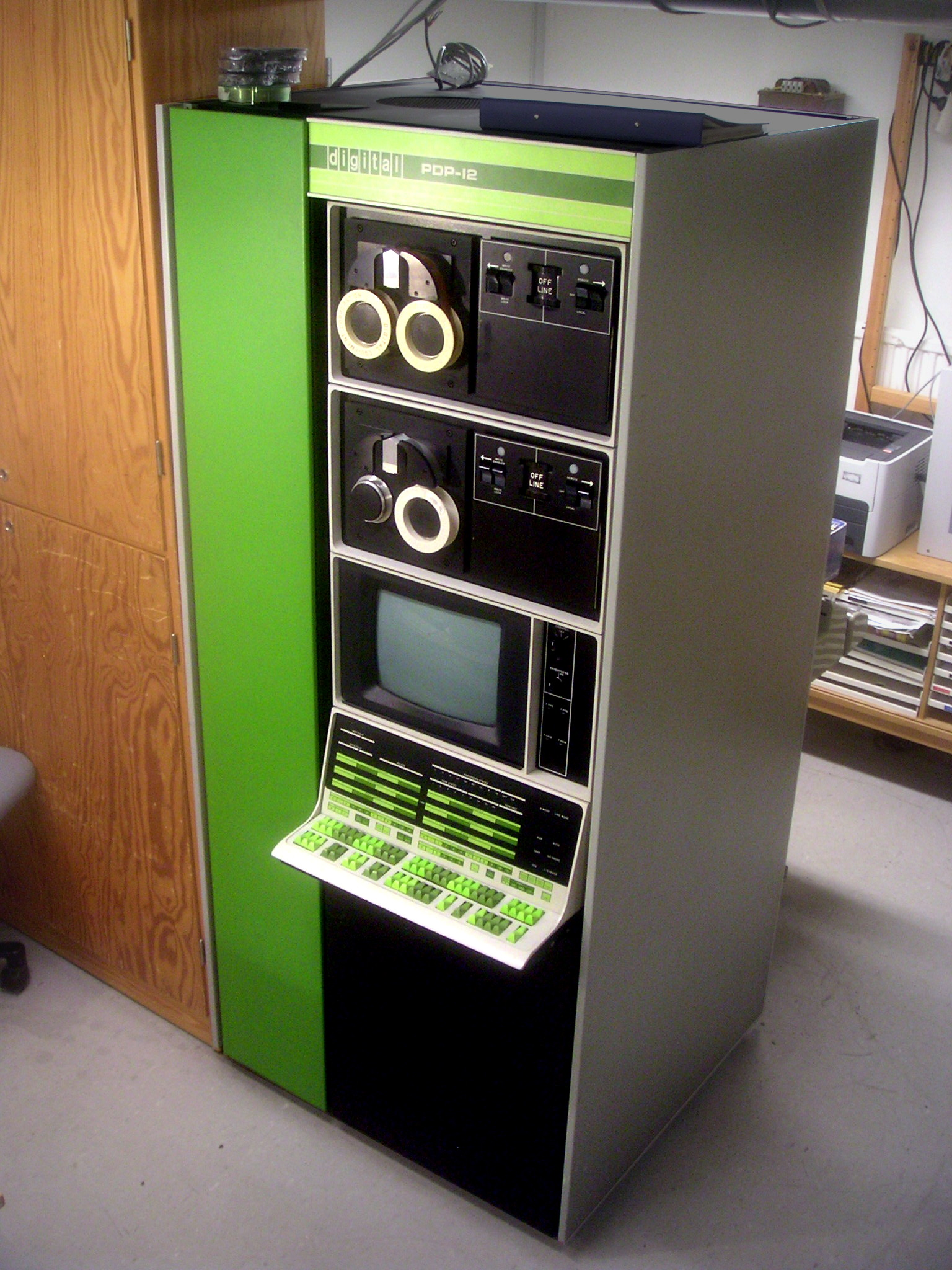
PDP-12

- PDP-13: Apparentemente questo numero non venne utilizzato.
- PDP-14: Una macchina a 12 bit utilizzata per controllori industriali PLC). Le versioni successive vennero basate sul PDP-8.

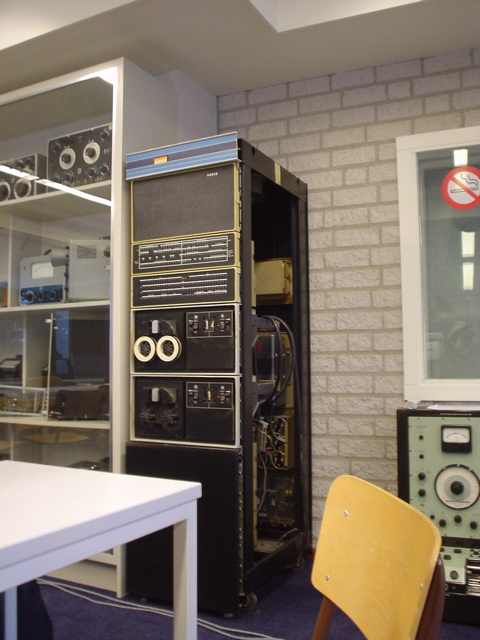
PDP-15

- PDP-15: Ultima macchina DEC a 18 bit. L'unica macchina a 18 bit basata su circuiti integrati TTL invece che su componenti discreti, infine venne chiamata famiglia XVM.
- PDP-16: Versione ad alte prestazioni di sistema per applicazioni industriali (come il PDP-14).

## Computer correlati
- TX-0 e TX-2 sviluppati dai Lincoln Laboratory del MIT, la loro architettura influenzò lo sviluppo del PDP-1.
- LINC (Laboratory Instrument Computer), inizialmente sviluppato dai Lincoln Laboratory in seguito venne costruito dalla DEC. Non fa parte della famiglia PDP ma è un progenitore del PDP-12. Il LINC e il PDP-8 sono considerati i primi minicomputer mentre per altri sono i primi personal computer. I PDP-8 e il PDP-11 furono i sistemi PDP di maggior successo. Digital non produsse mai un PDP-20 ma questo termine spesso indica un PDP-10 che esegue TOPS-20 (ufficialmente definito DECSYSTEM-20).
- SM EVM, serie di computer dell'URSS
- DVK, personal computer dell'URSS cloni dei PDP
- Elektronika BK
- Elektronika UKNC